# 紫カントリークラブ
紫カントリークラブ（むらさきカントリークラブ）は、 千葉県野田市目吹に事務所があるゴルフ場。野田市目吹に「すみれコース」、同市鶴奉に「あやめコース」のゴルフ場がある。

## 概要
紫カントリークラブは、1955年（昭和30年）、千葉県野田市目吹地区の地主たちが、地元の野田醤油株式会社に働きかけたことに始まる。1960年（昭和35年）、新たなゴルフ場建設に向け、「すみれコース」18ホール、「あやめコース」18ホールのコース建設のため母体会社「紫興業株式会社」が設立された。
ゴルフ場建設用地のうち、パブリックコースのあやめコースの用地は、野田醤油の茂木一族の所有地である。コース設計を小林英年に依頼した、地形は申し分ないと小林はいった、計画は地主の総意に支えられ順調に進行した。1960年（昭和35年）10月、コースの工事は着工され、1961年（昭和36年）3月、すみれコース18ホールが完成、同年4月16日、コースは開場された。同年8月20日、あやめコース9ホールを開場した。1977年（昭和52年）、あやめコース9ホールを増設、総ホール数36ホールのコースとなる。
1979年（昭和54年）、国際興業グループとなる。2010年(平成22年)9月、コース設計家であるダミアン・パスクーツォとスティーブ・ペイトの2Pゴルフコースデザイン社によってコース改造が行われた。
日本のプロゴルフメジャー大会の1つ、日本プロゴルフ協会主催競技でもあり、日本選手権大会に相当する、日本プロゴルフ選手権大会など多くの大会開催の実績がある。

## すみれコース

### 所在地
〒278-0001 千葉県野田市目吹111番地　

### コース情報
- 開場日 - 1961年4月16日
- 設計者 - 小林 英年、改造 ダミアン・パスクーツォ、スティーブ・ペイト
- コースタイプ - 林間コース
- コース - 18ホールズ、パー72、7,378ヤード、コースレート75.1（Aグリーン、トーナメントティー）
- グリーン - 2グリーン、ベント（ペンクロス）
- フェアウエイ - コーライ
- ラフ - ノシバ
- ハザード - バンカーの77、池が絡むホール7
- プレースタイル - 歩行でのラウンド、全組キャディ付き
- 練習場 - 9打席 250ヤード
- 休場日 - 毎週月曜日、12月31日、1月1日、8月15日[5]

### ギャラリー
- コース - 「紫カントリークラブすみれコース」、コースマップ
- ハウス - 「紫カントリークラブすみれコース」、施設案内

### 交通アクセス
- 鉄道 - 東武野田線 - 野田市駅よりクラブバス利用 約10分
- 道路 - 常磐自動車道 - 柏ICより 9km[6]

### 競技会実績
- 1963年（昭和38年） - 第1回 日本シリーズ東京ラウンド
- 1972年（昭和47年） - 第40回 日本プロゴルフ選手権大会[7]
- 2020年（令和2年） - 第85回 日本オープンゴルフ選手権競技大会（新型コロナウイルス感染対応により一般非公開で開催）[8]
- 2022年（令和4年） - 第55回 日本女子オープンゴルフ選手権競技[9]
- 令和7年 - Vポイント✕SMBC開催予定

## あやめコース

### 所在地
〒278-0003 千葉県野田市鶴奉463-1番地

### コース情報
- 開場日 - 1961年8月20日
- 設計者 - 小林 英年
- 面積 - 883,000m2（約26.7万坪）
- コースタイプ - 林間コース
- コース - 36ホールズ、パー144、ヤード イーストコース6,460ヤード、ウェストコース5,914ヤード、コースレート イーストコース70.5、ウェストコース59.5
- グリーン - 2グリーン、ベント（ペンクロス）
- フェアウエイ - コーライ
- ラフ - ノシバ
- ハザード - バンカーの77、池が絡むホール7
- プレースタイル - 乗用カート、セルフまたはキャディ付き
- 練習場 - 9打席 25ヤード
- 休場日 - 毎週月曜日、12月31日、1月1日、8月15日[10][11]

### ギャラリー
- コース - 「紫カントリークラブあやめコース」、コース案内
- ハウス - 「紫カントリークラブあやめコース」、施設案内

### 交通アクセス
- 鉄道 - 東武野田線 - 野田市駅よりクラブバス利用 約10分
- 道路 - 常磐自動車道 - 柏ICより 9km[12]

## エピソード
- 1959年（昭和34年）、第1次ゴルフブーム頃、野田市周辺で先に開場していた「千葉カントリークラブ 野田コース、川間コース」では、土・日曜になると車の列が続いた。地元の地主たちは、それを見て羨ましく思った[13]。
- 醤油のことを俗に「むらさき」という、「紫カントリークラブ」の「紫（むらさき）」は、それからという説がある。本当は、吉川英治の「紫といえば、武蔵野が浮かんでくる。紫草と武蔵野の土とは、切っても切れない縁である。」という命名による。後に、吉川英治は終身会員となった[13]。
- コース設計した小林英年は、1953年（昭和28年）、幻に終わった隣接の梅郷コース計画で、設計を担当した小林英年、監修の藤田欽哉、井上誠一の、その経験を買われたのだろうか[13]。
- すみれコースのティグラウンドの動物像、1番ホールの「ライオン」に始まって、18番ホールの「鹿」で終わるが、太平洋美術会・今里龍生の作品である[13]。
- すみれコースの16番ホール、ティグラウンドに動物像「駱駝のコブ」であるが、コブに見立てた二つの砲台グリーンがある[13]。
- 1番距離の長い13番ホール、ティグラウンドに動物像「象の背」は、フェアウェイは広いが、背中だから微妙に左右の林に傾斜があり、二つのグリーンが象の大きな耳の形である[13]。

## 関連文献
- 『新建築』、「紫カントリークラブ 都市建築研究所」、東京 新建築社、1961年6月、2020年8月29日閲覧
- 『月刊ゴルフマネジメント』、26 (通号 253)、「ゴルフ倶楽部を考える(228)紫カントリークラブの創設」、井上勝純著、東京 一季出版、2005年4月、2020年8月29日閲覧
- 『ゴルフ場ガイド 東版』2006-2007、「紫カントリークラブあやめコース(千葉県)」「カントリークラブすみれコース(千葉県)」、東京 ゴルフダイジェスト社、2006年5月、2020年8月29日閲覧
- 『月刊ゴルフマネジメント』、30 (通号 319)、「クローズアップ21(その108)機械化と立地や規模の利便性を強調する 紫カントリークラブあやめコース 親しみやすさで女性などの新規顧客獲得へ」、東京 一季出版、2009年12月、2020年8月29日閲覧
- 『美しい日本のゴルフコース BEAUTIFUL GOLF CULTURE IN JAPAN 日本のゴルフ110年記念 ゴルフは日本の新しい伝統文化である』、ゴルフダイジェスト社「美しい日本のゴルフコース」編纂委員会編、「紫カントリークラブ　すみれコース」、東京 ゴルフダイジェスト社、2013年12月、2020年8月29日閲覧